# Johann Wilhelm Wernher

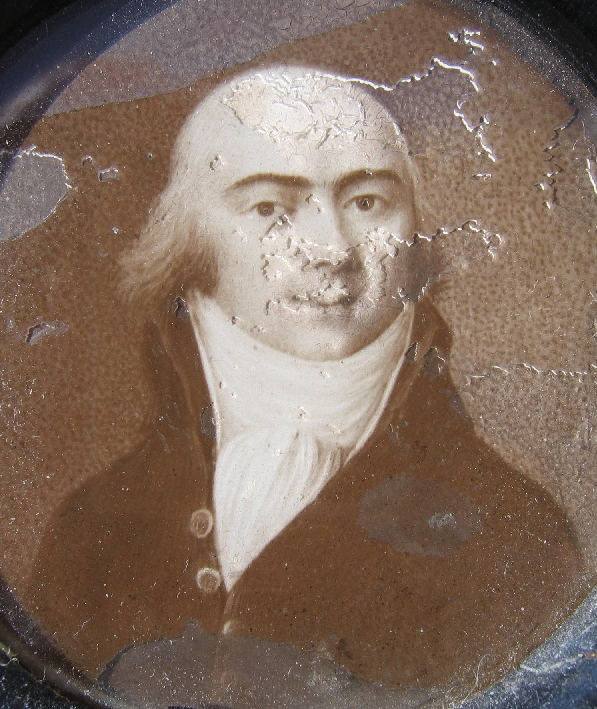
Johann Wilhelm Wernher

 Johann Wilhelm Wernher (* 4. Februar 1767 in Zweibrücken; † 7. Juni 1827 in Darmstadt) war Regierungsrat, Maire, Advokat, Geheimer Staatsrat und Gerichtspräsident und Winzer und wurde als Richter des Schinderhannesprozesses bekannt.

## Familie
Johann Wilhelm Wernher war ein Sohn des herzoglich zweibrückischen Regierungsrats Wilhelm Wernher. Er war mit Julie Friederike Charlotte Bruch verheiratet. Sein Sohn Philipp Wilhelm Wernher war hessischer liberaler Politiker und Winzer. Der Sohn Carl Gustav Adolph Wernher war Chirurg, Pathologe und Hochschullehrer.

## Leben
Johann Wilhelm Wernher begann im September 1789 in der Residenzstadt Zweibrücken als Archivsekretär bei Georg August Bachmann, dem letzten Archivar des alten Herzogtums Pfalz-Zweibrücken. Er galt als tüchtiger Mitarbeiter mit Geschichtsinteresse und Rechtsgelehrsamkeit und rückte im Archiv rasch zum Regierungsrat auf.
Im Jahre 1793 besetzten französische Revolutions-Truppen im 1. Koalitionskrieg Zweibrücken und das gesamte linksrheinische Gebiet; das Herzogtum Pfalz-Zweibrücken hörte auf zu existieren. Bachmann und Wernher flüchteten mit dem gesamten Archiv aus der besetzten Residenzstadt ins Rechtsrheinische und retteten es so über die Revolutionszeit für die Nachwelt.
Johann Wilhelm Wernher kehrte nach dem Frieden von Basel zurück und wurde 1796 zum Maire (= französischen Bürgermeister) von Zweibrücken gewählt. Da man ihm von französischer Seite misstraute, musste er dieses Amt jedoch noch im selben Jahr niederlegen.

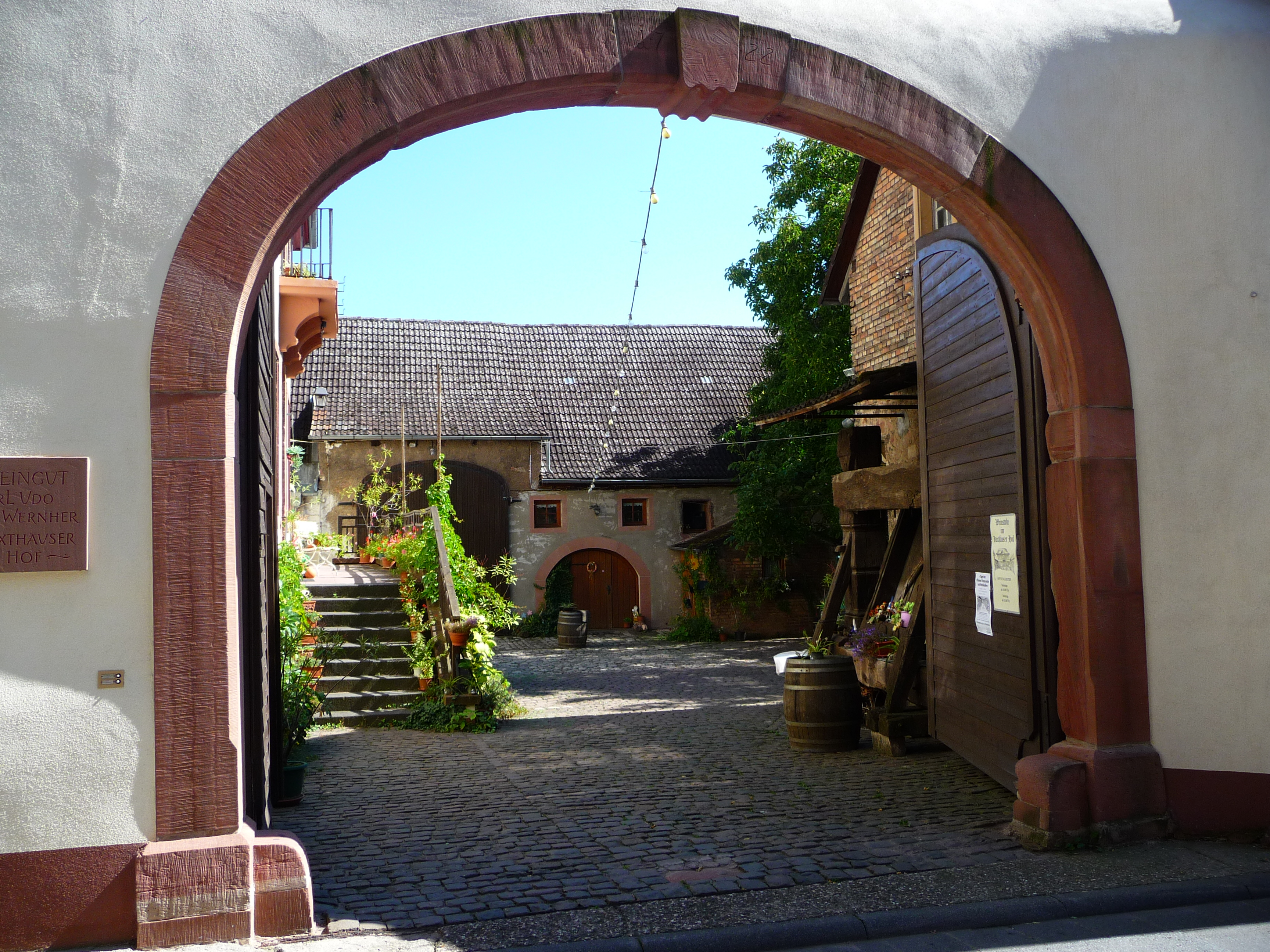
Haxthäuser Hof
heute: Weingut Carl Udo Wernher

1798 reorganisierte man die Verwaltung des annektierten linksrheinischen Gebiets nach französischem Vorbild und bildete für den Bereich Pfalz und Rheinhessen das Département du Mont-Tonnerre mit Sitz in Mainz unter Leitung von Präfekt Jeanbon St. André. Johann Wilhelm Wernher ging als Advokat nach Mainz, wo man ihn im August desselben Jahres zum Ergänzungsrichter beim Tribunal des Departements Donnersberg ernannte.
Präfekt Jeanbon St. André in Mainz berief ihn noch im selben Jahr als Richter eines Spezialgerichts für den Prozess gegen den Räuber Johannes Bückler – genannt „Schinderhannes“ – und seine Mitdelinquenten (unter anderem den jungen Schwarzpeter, den Sohn des alten Schwarzpeter). Durch diese Funktion blieb Wernher der Nachwelt bekannt.
In den Jahren der Zugehörigkeit der linksrheinischen Gebiete zur Französischen Republik kam 1801 auch der beschlagnahmte adelige Güterbestand in Oppenheim zur Versteigerung. Landgerichtspräsident Wernher ersteigerte dort mit vier weiteren Personen den Adelshof von Wolfskehl-Gemmingen, trennte sich dann aber wieder von seinem Anteil. Vom Erlös erwarb er 1804 den Haxthäuser Hof in Nierstein, vergrößerte ihn nach und nach durch Zukäufe und machte ihn zum festen Sitz der Familie in Rheinhessen.
1803 wurde er Mitglied des Wohlthätigkeitsausschusses der Stadt Mainz und trat in die Departementsgesellschaft der Wissenschaften und Künste ein. Im Zuge der damaligen Veränderung in der Organisation des Justizwesens wurde er zum Anwalt bei den Tribunalen in Mainz ernannt und wurde außerdem Mitglied der Mainzer Schulkommission.
Unter Johann Wilhelm Wernhers Nachkommen waren mehrere in der rheinhessischen Geschichtsforschung aktiv, namentlich in Nierstein und Oppenheim.